# Rathaus (Lockerbie)

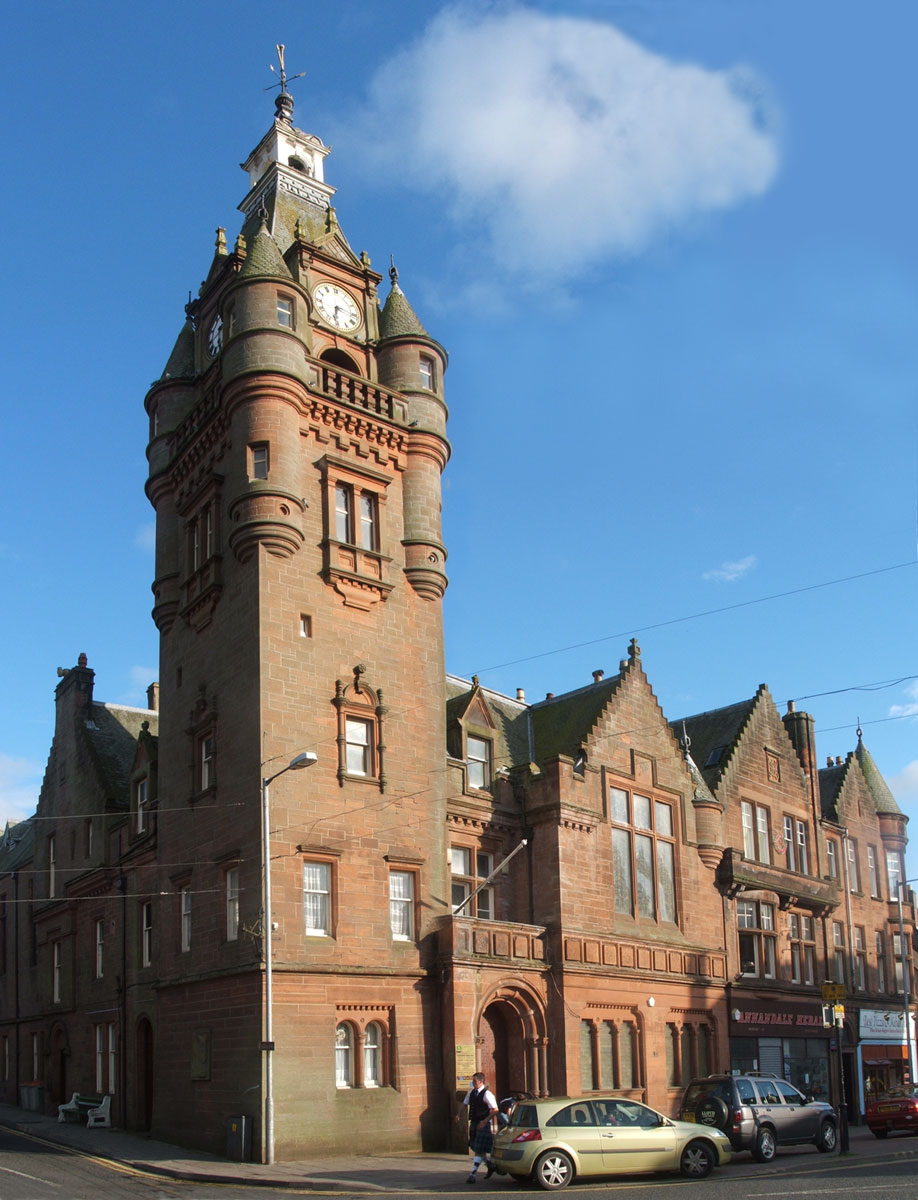
Rathaus von Lockerbie

Das Rathaus von Lockerbie befindet sich im Zentrum der schottischen Kleinstadt Lockerbie in der Council Area Dumfries and Galloway. 1988 wurde das Bauwerk in die schottischen Denkmallisten in der höchsten Denkmalkategorie A aufgenommen.

## Beschreibung
Das Rathaus liegt an der Kreuzung der beiden Hauptverkehrsstraßen im Stadtzentrum. Für den Entwurf aus dem Jahre 1873 zeichnet der schottische Architekt David Bryce verantwortlich. Der Bau nach einem abgewandelten Plan begann jedoch erst in den 1880er Jahren. Der wuchtige Eckturm mit quadratischem Grundriss dominiert das im Scottish-Baronial-Stil gestaltete Gebäude. An den Kanten treten Erker heraus, die in Ecktourellen mit Kegeldächern münden. Oberhalb der verbindenden Balustraden sind Turmuhren verbaut. Der Turm schließt mit einem steilen schiefergedeckten Dach und Laterne.
Wie auch der Turm besteht das Mauerwerk der Flügel aus roten Steinquadern mit ornamentierten Fassaden. Beiderseits des Turms finden sich profilierte Rundbogenportale, von denen das Hauptportal an der High Street mit seinen Säulen detailreicher ausgestaltet ist. Bemerkenswert ist das Drillingsfenster rechts des Eingangs, das mit ornamentierten Fensterpfosten gestaltet ist. Gebäudeteile entlang der Bridge Street sind möglicherweise späteren Datums. Bei ihnen könnte es sich um die Halle handeln, welche Ende der 1880er Jahre zum Gedenken an das goldene Thronjubiläum von Königin Viktoria errichtet wurde. Der Innenraum ist hochwertig ausgestaltet mit kassettierten Decken, einer Haupttreppe mit Balustrade sowie einer obenliegenden Arkadengalerie.